# Ravinder Salooja
Ravinder Kumar Salooja (* 1966 in Braunschweig) ist ein deutscher evangelischer Theologe, Pastor und Missionswissenschaftler. Er war von 2016 bis 2022 Direktor des Leipziger Missionswerks (LMW).

## Werdegang
Ravinder Salooja wuchs als Sohn eines indischen Vaters und einer deutschen Mutter mit zwei kulturellen und religiösen Traditionen auf.
Nach seinem Studium der Evangelischen Theologie und einem Studienjahr in Indien folgten das Vikariat und die 2. Theologische Dienstprüfung. Nach der Tätigkeit als Assistenzpfarrer in der Studienleitung der Missionsakademie an der Universität Hamburg (1996–1997) war er Gemeindepfarrer in Coswig (Anhalt) und Griebo (1997–2000) sowie in Ellwangen (2000–2008). Von 2008 bis 2016 leitete Salooja das Prälaturbüro Heilbronn beim Dienst für Mission, Ökumene und Entwicklung Württemberg. 2016 war er kurzzeitig Pfarrer der Paulus-Kirchengemeinde Bietigheim-Bissingen.
Saloojas Arbeiten zur strategischen Entwicklung des LMW führten zu Leitlinien als Kompetenzzentrum im Arbeitsbereich „Weltweite Kirche“ der Trägerkirchen. Als weltweit erste Organisation unterschrieb das LMW 2021 die Kooperationsvereinbarung mit dem Lutherischen Weltbund (LWF) als Partner im Programm „Waking the Giant“ zur Förderung der Ziele für nachhaltigen Entwicklung (SDG) im kirchlichen Raum.
Salooja war Mitglied der Landessynode der Evangelisch-Lutherischen Landeskirche Sachsens, Vorsitzender des Ausschusses für Kirchliche Zusammenarbeit in Mission und Dienst (AKZMD) der Evangelisch-Lutherischen Kirche in Deutschland (VELKD). Er hatte an der Theologischen Fakultät der Universität Leipzig einen Lehrauftrag im Bereich Missionswissenschaft.
Seit 1. August 2022 ist Salooja Pfarrer im Hochschulpfarramt Tübingen II an der Dietrich-Bonhoeffer-Kirche.

## Sonstiges
Laut eigener Interpräsenz betreibt Salooja eine Bildungsmanagement-Beratungsagentur, Firmensitz ist laut Impressum seine damalige Dienstwohnung beim vorigen Arbeitgeber.

## Veröffentlichungen
- „Climbing High Mountains“ – Reflexionen über Mission und Kolonialismus mit Bezug auf ein Ereignis in Tanganjika 1896 im Kontext der Arbeit der Leipziger Missionsgesellschaft PDF, Druckseiten 54–69
- Leiten und Führen in der Kirche – Zum Management von Freiwilligkeit.  Hochschulschrift Ludwigsburger Schriften zum Bildungsmanagement Band 4 (und zugleich Master-Arbeit am Institut für Bildungsmanagement, Pädagogische Hochschule Ludwigsburg). Uelvesbüll 2014, ISBN 978-3-86247-467-7